# Sojuz TM-1
Sojuz TM-1 (ryska: Союз ТM-1) var en flygning i det sovjetiska rymdprogrammet. Det var den första flygningen av en Sojuz-TM. Flygningen var obemannad och gick till rymdstationen Mir.
Farkosten sköts upp med en Sojuz-U2-raket, från Bajkonur, den 21 maj 1986. Farkosten dockade med rymdstationen den 23 maj 1986. Den 29 maj 1986 lämnade farkosten rymdstationen. Dagen därpå återinträdde den i jordens atmosfär och landade i Sovjetunionen.